# Emeterio Cerro
Héctor Medina, conocido por su pseudónimo literario como Emeterio Cerro (Balcarce, Argentina - 3 de diciembre de 1952 –  Buenos Aires, 12 de diciembre de 1996), fue un poeta, narrador y dramaturgo argentino.

## Biografía
Licenciado en Psicología y egresado del Instituto Superior de Arte del Teatro Colón como régisseur de ópera, realizó cursos de perfeccionamiento en lingüística en la Universidad de la Sorbona, en París. Residió en París a partir de 1986. Por medio de “La Barrosa”, compañía teatral que fundó en 1983, dio a conocer títulos donde refleja su creatividad. El nombre de la compañía teatral deriva de su libro homónimo el cual comprende dos largos poemas armados sobre estructuras musicales, a partir de la repetición y variación de sonidos, en los que la lógica que sostiene el discurso es estrictamente fónica.
Entre las obras que estrenó se encontraban La Juanetarga, El Cuis Cuis, El Bochicho, La Julietada, La Magdalena del Ojón, El Bollo, Doña Ñoca, La Papelona, La María Rodríguez, La Tullivieja, La Dongue, La Marita, Loca de Amor,Tango Macbeth. Para Ada Matus (su pareja) dirige Soy arrabalera, Tango-Cerro-Matus, Crime Passionnel y Rêve d'un rêve évéillè (París, 1994-1996) y con Roberto Lopéz, Las Guaranís (1996). Colaboró en revistas literarias y periódicos como Último Reino (Argentina), El Porteño (Argentina), Ovación (Colombia), Dimensão (Brasil), Empireuma (España), Gemma (España), Akcent (Polonia) y Les Cahiers du Sud (Francia).
Se le considera perteneciente al grupo neobarroco entre los que se encuentran Severo Sarduy, Néstor Perlongher, Arturo Carrera, Tamara Kamenszain, y Osvaldo Lamborghini. Falleció en Buenos Aires el 12 de diciembre de 1996.

## Obras

### Poesía
- La Barrosa (1982)
- El Bochicho (1983)
- Las Amarantas (1984)
- El Charmelo / Aguamadres (1986)
- Los Fifris de Galia (1988)
- Las Mirtillas (1989)
- Los Teros del Danubio (1990)
- El Bristol (1991)
- Las Carnes (1992)
- Pasodoble Español (1992)
- La Maruca Bustos (1993)
- L’ Hambre China (1993)
- La Vaca Entalcada (1994)
- Sangre Salomé  (1996)
- Cuervo en gomina (1996)

Todas estas ediciones fueron ilustradas por la artista Elba Bairon.

### Novela
- Las Ecogógicas (1985)
- La Bulina. Romance y diario de cama (1989)
- El Cecilio y La Petite Bouline (1991). Dos novelas, la primera en castellano y la segunda en francés.
- El Salvatierra (1994)

### Relato
- Retrato de un albañil adolescente & Telones zurcidos para títeres con himen (en colaboración con Arturo Carrera, 1988). Los textos de Telones zurcidos para títeres con himen ("El membrillo es la ilusión", "Sopitas", "Almorranas" y "Las berninas") fueron escritos y publicados como libritos de miniaturas para la gira de la Compañía de títeres El Escándalo de la Serpentina, fundada por Cerro y Carrera en mayo de 1983.
- A La San Pampa (1995)

### Teatro
- La juanetarga (1983), editada en Teatralones.
- La magdalena del Ojón (1984), editada en Teatralones.
- El cuiscuis (1984), editada en Teatralones.
- La barragana (1985), en Teatralones.
- Teatralones (Ediciones La Serpiente, 1985)
- La marencoche (1986)
- La pipila (1986)
- El bollo (1988)